# Cesare Sterbini
Cesare Sterbini, född den 29 oktober 1783 i Rom, död där den 19 januari 1831, var en italiensk librettist.
Sterbini författade texterna till två operor av Gioacchino Rossini, Torvaldo e Dorliska, som bygger på en roman av Jean-Baptiste Louvet de Couvray, och Il barbiere di Siviglia, som bygger på en komedi av Pierre de Beaumarchais.